# Barmer
 For alternative betydninger, se Barmer (distrikt).
Barmer er en landsby i det nordlige Himmerland med 132 indbyggere (2008). Barmer er beliggende to kilometer vest for Valsted, ni kilometer vest for Nibe og 29 kilometer vest for Aalborg. Landsbyen hører under Aalborg Kommune og er beliggende i Sebber Sogn.
Barmer har en blandet bebyggelse med gamle landejendomme og ældre stuehuse side om side med nyere parcelhuse. Gårdstrukturen
med de gamle landejendomme er stadig central i bybilledet. Landsbyen har desuden et forsamlingshus og en købmand.